# کوموروف (دهانه)
کوموروف یک دهانه برخوردی در ماه‌ است.